# مارغوت بينيت (ممثلة)
مارغوت بينيت (بالإنجليزية: Margot Bennett)‏ هي ممثلة أمريكية، ولدت في 19 فبراير 1935 في وودمير في الولايات المتحدة.

## وصلات خارجية
- مارغوت بينيت على موقع IMDb (الإنجليزية)
- مارغوت بينيت على موقع أول موفي (الإنجليزية)
- مارغوت بينيت على موقع قاعدة بيانات برودواي على الإنترنت (الإنجليزية)
- مارغوت بينيت على موقع قاعدة بيانات الفيلم (الإنجليزية)
- مارغوت بينيت على موقع كينوبويسك (الروسية)